# Dăskotna, Burgas
Dăskotna (în bulgară Дъскотна) este un sat în comuna Ruen, regiunea Burgas,  Bulgaria. 

## Demografie
Componența etnică a satului Dăskotna
     Romi (3,39%)
     Turci (78,9%)
     Bulgari (15,39%)
     Nicio identificare (2,3%)
La recensământul din 2011, populația satului Dăskotna era de 825 locuitori. Din punct de vedere etnic, majoritatea locuitorilor (78,9%) erau turci, existând și minorități de bulgari (15,39%) și romi (3,39%). Pentru 2,3% din locuitori nu este cunoscută apartenența etnică.